# Big Lake (Missouri)
Pour les articles homonymes, voir Big Lake.
Big Lake est un village du comté de Holt dans l'état du Missouri.
Sa population était de 159 habitants en 2010.